# Grand Prix na Żużlu 2013
Grand Prix IMŚ 2013 (SGP) – dziewiętnasty sezon walki najlepszych żużlowców świata o medale w formule Grand Prix. W sezonie 2013 o tytuł walczyć będzie 16 zawodników, w tym 1 zawodnik z „dziką kartą”.

## Uczestnicy Grand Prix
Zawodnicy z numerami 1-15 w sezonie 2013 wystartują we wszystkich turniejach (ośmiu z Grand Prix 2012, trzech z eliminacji do GP 2012 oraz czterech nominowanych przez Komisję Grand Prix; ang. SGP Commission). Dodatkowo na każdą rundę Komisja Grand Prix przyznaje „dziką kartę” oraz dwóch zawodników zapasowych (rezerwy toru). Zawodnicy z czołowych miejsc z eliminacji do GP 2012 (nie premiowanych awansem) zostaną przez Komisję Grand Prix wpisani na listę kwalifikowanej rezerwy (zawodnicy kwalifikowanej rezerwy), który w wyniku np. kontuzji zastąpią stałego uczestnika cyklu w danej rundzie.

### Stali uczestnicy
- (1)  Chris Holder – mistrz świata 2012
- (2)  Nicki Pedersen – wicemistrz świata 2012
- (3)  Greg Hancock – II wicemistrz świata 2012
- (4)  Tomasz Gollob – 4. miejsce w Grand Prix 2012
- (5)  Emil Sajfutdinow – 5. miejsce w Grand Prix 2012
- (–)  Jason Crump – 6. miejsce w Grand Prix 2012
- (6)  Antonio Lindbäck – 7. miejsce w Grand Prix 2012
- (7)  Fredrik Lindgren – 8. miejsce w Grand Prix 2012
- (8)  Andreas Jonsson – 9. miejsce w Grand Prix 2012
- (9)  Martin Vaculík – stała dzika karta
- (10)  Jarosław Hampel – stała dzika karta
- (11)  Krzysztof Kasprzak – 1. miejsce w GP Challenge 2012
- (12)  Matej Žagar – 2. miejsce w GP Challenge 2012
- (13)  Niels Kristian Iversen – 3. miejsce w GP Challenge 2012
- (14)  Tai Woffinden – stała dzika karta
- (15)  Darcy Ward – stała dzika karta
- (16) – dzika karta
- (17) – rezerwa toru
- (18) – rezerwa toru

### Stali rezerwowi
- (19)  Aleš Dryml – 4. miejsce w GP Challenge 2012
- (20)  Leon Madsen – 5. miejsce w GP Challenge 2012
- (21)  Troy Batchelor – 6. miejsce w GP Challenge 2012
- (22)  Hans Andersen – 7. miejsce w GP Challenge 2012
- (23)  Peter Ljung – 8. miejsce w GP Challenge 2012

## Kalendarz 2013
| Lp. | Data           | Grand Prix        | Stadion                      | Miasto              | Zwycięzca              |        |
| --- | -------------- | ----------------- | ---------------------------- | ------------------- | ---------------------- | ------ |
| 1   | 23 marca       | Nowej Zelandii    | Western Springs Stadium      | Auckland            | Jarosław Hampel        | Wyniki |
| 2   | 20 kwietnia    | Europy            | Stadion Polonii Bydgoszcz    | Bydgoszcz           | Emil Sajfutdinow       | Wyniki |
| 3   | 4 maja         | Szwecji           | Ullevi                       | Göteborg            | Emil Sajfutdinow       | Wyniki |
| 4   | 18 maja        | Czech             | Stadion Markéta              | Praga               | Tai Woffinden          | Wyniki |
| 5   | 1 czerwca      | Wielkiej Brytanii | Millennium Stadium           | Cardiff             | Emil Sajfutdinow       | Wyniki |
| 6   | 15 czerwca     | Polski I          | Stadion im. Edwarda Jancarza | Gorzów Wielkopolski | Jarosław Hampel        | Wyniki |
| 7   | 29 czerwca     | Danii             | Parken                       | Kopenhaga           | Darcy Ward             | Wyniki |
| 8   | 3 sierpnia     | Włoch             | Terenzano Stadium            | Terenzano           | Niels Kristian Iversen | Wyniki |
| 9   | 17 sierpnia    | Łotwy             | Spīdveja centrs              | Dyneburg            | Greg Hancock           | Wyniki |
| 10  | 7 września     | Słowenii          | Stadion Matije Gubca         | Krško               | Jarosław Hampel        | Wyniki |
| 11  | 21 września    | Skandynawii       | Friends Arena                | Solna               | Niels Kristian Iversen | Wyniki |
| 12  | 5 października | Polski II         | Motoarena Toruń              | Toruń               | Adrian Miedziński      | Wyniki |

## Wyniki i klasyfikacje
| Zawodnik zakwalifikowany do przyszłorocznego GP |
| Stali uczestnicy                                |
| Dzika karta, stali rezerwowi, rezerwa toru      |

| Lp.                         | Zawodnik                    | Suma | NZL | EUR | SWE | CZE | GBR | PL1 | DNK | ITA | LAT | SVN | SCA | PL2 |
| 1                           | (14) Tai Woffinden          | 151  | 9   | 14  | 12  | 19  | 7   | 12  | 11  | 18  | 15  | 17  | 7   | 10  |
| 2                           | (10) Jarosław Hampel        | 142  | 15  | 8   | 15  | 8   | 6   | 14  | 6   | 13  | 11  | 16  | 13  | 17  |
| 3                           | (13) Niels Kristian Iversen | 132  | 7   | 9   | 10  | 7   | 16  | 11  | 4   | 13  | 13  | 11  | 18  | 13  |
| 4                           | (3) Greg Hancock            | 129  | 11  | 8   | 8   | 7   | 11  | 12  | 9   | 5   | 18  | 9   | 13  | 18  |
| 5                           | (2) Nicki Pedersen          | 121  | 12  | 10  | 12  | 11  | 11  | 8   | 7   | 12  | 11  | 14  | 5   | 8   |
| 6                           | (5) Emil Sajfutdinow        | 114  | 6   | 15  | 17  | 17  | 14  | 15  | 13  | 10  | 7   | –   | –   | –   |
| 7                           | (12) Matej Žagar            | 110  | 5   | 14  | 9   | 10  | 3   | 7   | 13  | 14  | 9   | 8   | 15  | 3   |
| 8                           | (15) Darcy Ward             | 106  | 12  | 13  | 0   | –   | –   | –   | 19  | 11  | 13  | 10  | 15  | 13  |
| 9                           | (4) Tomasz Gollob           | 89   | 15  | 16  | 9   | 3   | 5   | 4   | 10  | 6   | 5   | 16  | 0   | –   |
| 10                          | (11) Krzysztof Kasprzak     | 89   | 6   | 0   | 7   | 12  | 13  | 10  | 6   | 5   | 3   | 8   | 10  | 9   |
| 11                          | (7) Fredrik Lindgren        | 83   | 8   | 4   | 5   | 11  | 12  | 7   | 8   | 6   | 4   | 8   | 8   | 2   |
| 12                          | (1) Chris Holder            | 82   | 9   | 10  | 14  | 7   | 14  | 14  | 14  | –   | –   | –   | –   | –   |
| 13                          | (8) Andreas Jonsson         | 64   | 11  | 4   | 3   | 9   | 3   | 9   | 0   | –   | 7   | 3   | 10  | 5   |
| 14                          | (9) Martin Vaculík          | 62   | 5   | 4   | 3   | 6   | 11  | 4   | 6   | 5   | 7   | 5   | 0   | 6   |
| 15                          | (6) Antonio Lindbäck        | 51   | 6   | 3   | 8   | 5   | 1   | 3   | 2   | 6   | 1   | 7   | 3   | 6   |
| 16                          | (20) Leon Madsen            | 30   | –   | –   | –   | –   | –   | –   | –   | 8   | 5   | 1   | 9   | 7   |
| 17                          | (19) Aleš Dryml             | 16   | –   | –   | –   | 3   | 2   | 2   | –   | 4   | –   | 2   | 3   | 0   |
| 18                          | (16) Adrian Miedziński      | 15   | –   | –   | –   | –   | –   | –   | –   | –   | –   | –   | –   | 15  |
| 19                          | (16) Andrzej Lebiediew      | 9    | –   | –   | –   | –   | –   | –   | –   | –   | 9   | –   | –   | –   |
| 20                          | (16) Chris Harris           | 7    | –   | –   | –   | –   | 7   | –   | –   | –   | –   | –   | –   | –   |
| 21                          | (16) Krzysztof Buczkowski   | 6    | –   | 6   | –   | –   | –   | –   | –   | –   | –   | –   | –   | –   |
| 21                          | (16) Linus Sundström        | 6    | –   | –   | 6   | –   | –   | –   | –   | –   | –   | –   | –   | –   |
| 21                          | (16) Bartosz Zmarzlik       | 6    | –   | –   | –   | –   | –   | 6   | –   | –   | –   | –   | –   | –   |
| 21                          | (16) Michael Jepsen Jensen  | 6    | –   | –   | –   | –   | –   | –   | 6   | –   | –   | –   | –   | –   |
| 21                          | (21) Troy Batchelor         | 6    | –   | –   | –   | –   | –   | –   | –   | –   | –   | –   | –   | 6   |
| 26                          | (17) Fredrik Engman         | 4    | –   | –   | –   | –   | –   | –   | –   | –   | –   | –   | 4   | –   |
| 27                          | (16) Aleksander Čonda       | 3    | –   | –   | –   | –   | –   | –   | –   | –   | –   | 3   | –   | –   |
| 28                          | (16) Kim Nilsson            | 2    | –   | –   | –   | –   | –   | –   | –   | –   | –   | –   | 2   | –   |
| 28                          | (16) Josef Franc            | 2    | –   | –   | –   | 2   | –   | –   | –   | –   | –   | –   | –   | –   |
| 28                          | (17) Peter Kildemand        | 2    | –   | –   | –   | –   | –   | –   | 2   | –   | –   | –   | –   | –   |
| 28                          | (18) Kenni Larsen           | 2    | –   | –   | –   | –   | –   | –   | 2   | –   | –   | –   | –   | –   |
| 28                          | (18) Oliver Berntzon        | 2    | –   | –   | –   | –   | –   | –   | –   | –   | –   | –   | 2   | –   |
| 28                          | (16) Nicolas Covatti        | 2    | –   | –   | –   | –   | –   | –   | –   | 2   | –   | –   | –   | –   |
| 34                          | (16) Jason Bunyan           | 1    | 1   | –   | –   | –   | –   | –   | –   | –   | –   | –   | –   | –   |
| 34                          | (17) Craig Cook             | 1    | –   | –   | –   | –   | 1   | –   | –   | –   | –   | –   | –   | –   |
| 34                          | (18) Josh Auty              | 1    | –   | –   | –   | –   | 1   | –   | –   | –   | –   | –   | –   | –   |
| 34                          | (17) Nicolas Vicentin       | 1    | –   | –   | –   | –   | –   | –   | –   | 1   | –   | –   | –   | –   |
| 38                          | (17) Dennis Andersson       | 0    | –   | –   | 0   | –   | –   | –   | –   | –   | –   | –   | –   | –   |
| 38                          | (18) Mathias Thörnblom      | 0    | –   | –   | 0   | –   | –   | –   | –   | –   | –   | –   | –   | –   |
| 38                          | (17) Wiaczesław Gieruckis   | 0    | –   | –   | –   | –   | –   | –   | –   | –   | 0   | –   | –   | –   |
| Zawodnicy niesklasyfikowani |                             |      |     |     |     |     |     |     |     |     |     |     |     |     |
|                             | (17) Sean Mason             | —    | ns  | –   | –   | –   | –   | –   | –   | –   | –   | –   | –   | –   |
|                             | (17) Szymon Woźniak         | —    | –   | ns  | –   | –   | –   | –   | –   | –   | –   | –   | –   | –   |
|                             | (17) Václav Milík           | —    | –   | –   | –   | ns  | –   | –   | –   | –   | –   | –   | –   | –   |
|                             | (17) Adrian Cyfer           | —    | –   | –   | –   | –   | –   | ns  | –   | –   | –   | –   | –   | –   |
|                             | (17) Matic Voldrih          | —    | –   | –   | –   | –   | –   | –   | –   | –   | –   | ns  | –   | –   |
|                             | (17) Paweł Przedpełski      | —    | –   | –   | –   | –   | –   | –   | –   | –   | –   | –   | –   | ns  |
|                             | (18) Dale Finch             | —    | ns  | –   | –   | –   | –   | –   | –   | –   | –   | –   | –   | –   |
|                             | (18) Mikołaj Curyło         | —    | –   | ns  | –   | –   | –   | –   | –   | –   | –   | –   | –   | –   |
|                             | (18) Zdeněk Holub           | —    | –   | –   | –   | ns  | –   | –   | –   | –   | –   | –   | –   | –   |
|                             | (18) Łukasz Cyran           | —    | –   | –   | –   | –   | –   | ns  | –   | –   | –   | –   | –   | –   |
|                             | (18) Michele Paco Castagna  | —    | –   | –   | –   | –   | –   | –   | –   | ns  | –   | –   | –   | –   |
|                             | (18) Maksim Bogdanow        | —    | –   | –   | –   | –   | –   | –   | –   | –   | ns  | –   | –   | –   |
|                             | (18) Denis Štojs            | —    | –   | –   | –   | –   | –   | –   | –   | –   | –   | ns  | –   | –   |
|                             | (18) Kamil Pulczyński       | —    | –   | –   | –   | –   | –   | –   | –   | –   | –   | –   | –   | ns  |
| Rezerwa kwalifikowana       |                             |      |     |     |     |     |     |     |     |     |     |     |     |     |
|                             | (22) Hans Andersen          | —    | –   | –   | –   | –   | –   | –   | –   | –   | –   | –   | –   | –   |
|                             | (23) Peter Ljung            | —    | –   | –   | –   | –   | –   | –   | –   | –   | –   | –   | –   | –   |
| Lp.                         | Zawodnik                    | Suma | NZL | EUR | SWE | CZE | GBR | PL1 | DNK | ITA | LAT | SVN | SCA | PL2 |